# Curdin Morell
Curdin Morell (ur. 9 lipca 1963) – szwajcarski bobsleista. Brązowy medalista olimpijski z Albertville.
Zawody w 1992 były jego jedynymi igrzyskami olimpijskimi. Zajął trzecie miejsce w czwórkach, w osadzie Gustava Wedera. W czwókach był mistrzem świata w 1989 i 1990 oraz srebrnym medalistą tej imprezy w 1991. W 1991 był również drugi w dwójkach.